# القوات الديمقراطية المتحدة (بنين)
القوات الديمقراطية المتحدة (بالفرنسية: Forces Démocratiques Unies)‏ هو تحالف سياسي في بنين بقيادة ماثورين ناجو.

## التاريخ
رداً على التغيير المحتمل للدستور من قبل الرئيس يايي بوني للسماح له بالترشح لولاية ثالثة، ترك ناجو قوى كاوري من أجل بنين الناشئة. تم تأسيس القوات الديمقراطية في 9 فبراير 2015 كتحالف من الاتحاد من أجل التقدم والديمقراطية، الدافع لرؤية جديدة للجمهورية وحزب التقدم والديمقراطية وحزب الديمقراطية والتضامن،  وكلها كانت في السابق كانت جزءًا من قوى كاوري.
وفاز التحالف بأربعة مقاعد في الانتخابات البرلمانية لعام 2015.